# جولي ميلر
جولي ميلر (بالإنجليزية: Julie Miller)‏ هي مغنية وملحنة ومغنية مؤلفة أمريكية، ولدت في 12 يوليو 1956 في وكساهاتشي في الولايات المتحدة.

## الحياة الشخصية
تزوجت جولي من الموسيقي الأمريكي بادي ميلر (بالإنجليزية: Buddy Miller) منذ عام 1981. وقد التقيا في عام 1976 في أوستن عندما قام بادي باختبار أداء لها وعزف في فرقة معها.
يعيش الزوجان حاليا في ناشفيل، حيث أنشأ بادي استوديو منزلي في الطابق الرئيسي من أجل تسجيل الموسيقى وإنتاجها. وقد عانت زوجته جولي لفترة طويلة من آثار الألم العضلي الليفي وتقلب المزاج والاكتئاب.

## وصلات خارجية
- الموقع الرسمي
- جولي ميلر على موقع IMDb (الإنجليزية)
- جولي ميلر على موقع ميوزك برينز (الإنجليزية)
- جولي ميلر على موقع أول ميوزيك (الإنجليزية)
- جولي ميلر على موقع ديسكوغز (الإنجليزية)